# Bois Roussel
Bois Roussel (1935-1955) est un cheval de course pur-sang anglais, spécialiste des courses de plat. Après une éphémère carrière en piste, il est devenu un étalon très influent.  

## Carrière de course
Poulain de grande origine, né au haras dont il porte le nom, près d'Alençon, élevé par Léon Volterra, Bois Roussel débute tard, en avril de ses 3 ans, et s'impose d'emblée dans le Prix Juigné, une fameuse course pour débutants. Il attire l'attention de Peter Beatty, aristocrate et homme d'affaires britannique (il est le fils de l'Amiral David Beatty, célèbre figure de la Royal Navy), qui l'acquiert pour £ 8 000. Bois Roussel est transféré dans les boxes du grand entraîneur Fred Darling et, sans plus d'expérience que son premier parcours à Longchamp, le poulain est aligné au départ de la plus grande course d'Angleterre, le Derby d'Epsom. Mais, à la surprise générale, Bois Roussel survole la course et s'impose de quatre longueurs devant Scottish Union (vainqueur des Middle Park Stakes et des St. James's Palace Stakes, qui remportera le St. Leger à l'automne) et le favori Pasch, qui s'était imposé dans les 2000 Guinées et gagnera plus tard les Eclipse Stakes.    
Malgré ce succès prestigieux, Bois Roussel ne peut se prétendre le roi de sa génération, car en Italie un poulain défraie la chronique : l'invaincu Nearco, véritable phénomène qui emporte tout sur son passage. Le 19 juin, Nearco gagne le Grand Prix de Milan et, une semaine plus tard, il sort pour la première fois de son pays pour venir à Paris disputer le Grand Prix de Paris. Bois Roussel est présent aussi. Mais de match il n'y a pas lieu. Nearco tue vite le suspens, tandis que Bois Roussel doit abandonner le premier accessit à Canot. Pour lui comme pour le champion italien, ce Grand Prix de Paris sera sa dernière course.   

### Résumé de carrière
| Date        | Hippodrome  | Pays        | Course              | Distance    | Jockey          | Place       | Écart       | Vainqueur ou deuxième |
| 1938, 3 ans | 1938, 3 ans | 1938, 3 ans | 1938, 3 ans         | 1938, 3 ans | 1938, 3 ans     | 1938, 3 ans | 1938, 3 ans | 1938, 3 ans           |
| ----------- | ----------- | ----------- | ------------------- | ----------- | --------------- | ----------- | ----------- | --------------------- |
| Avril       | Longchamp   | France      | Prix Juigné         | 2 100 m     | ―               | 1er / 17    | ―           | ―                     |
| 1er juin    | Epsom       | Royaume-Uni | Derby               | 2 400 m     | Charlie Elliott | 1er / 22    | 4           | Scottish Union        |
| 26 juin     | Longchamp   | France      | Grand Prix de Paris | 3 000 m     | Gordon Richards | 3e / 18     | 3           | Nearco                |

## Au haras
La carrière de Bois Roussel sur les pistes sera aussi courte que son œuvre de reproducteur s'inscrira dans la durée, et les deux titres de tête de liste des pères de mères en Angleterre et en Irlande qu'il obtient en 1959 et 1960 ne reflètent pas sa durable influence, notamment en lignée mâle, tant il a engendré d'étalons à succès. Il fait la monte en Angleterre à partir de 1940, à 300 guinées la saillie, et il  est le père, entre autres, de :
- Tehran (1941) – St. Leger, tête de liste des étalons britanniques (1952), père de Tulyar.
- Delville Wood (1942) – cinq fois tête de liste des étalons en Australie
- Migoli (1944) – Dewhurst Stakes, Eclipse Stakes, Champion Stakes, Prix de l'Arc de Triomphe, père du Hall of Famer américain Gallant Man.
- Astrid Wood (1944) – troisième mère des frères Le Moss et Levmoss.
- Hindostan (1946) – Irish Derby, sept fois tête de liste des étalons au Japon, père du Hall of Famer japonais Shinzan.
- Ridge Wood (1946) – St. Leger
- Fraise du Bois II (1948) – Irish Derby
- Star of Iran (1949), mère de Petite Étoile et aïeule de Zarkava.
- Edie Kelly (1950), mère de St. Paddy, vainqueur du Derby et du St. Leger
- Hikaru Meiji (1954) – Tokyo Yushun

Bois Roussel revient en France achever sa carrière, et meurt en octobre 1955, victime d'une fourbure.

## Origines
Bois Roussel est un fils de l'une des plus grandes matrones du XXe siècle, Plucky Liege, qui a donné, entre autres, deux étalons majeurs, Sir Gallahad et Bull Dog.
Sept des douze produits de Plucky Liege sont issus de Teddy. Bois Roussel, lui, a pour père Vatout, qui a remporté la Poule d'Essai des Poulains mais a connu un succès plus limité au haras. 

### Pedigree
| Origines de Bois Roussel (FR), mâle bai brun né en 1935 | Origines de Bois Roussel (FR), mâle bai brun né en 1935 | Origines de Bois Roussel (FR), mâle bai brun né en 1935 | Origines de Bois Roussel (FR), mâle bai brun né en 1935 |
| ------------------------------------------------------- | ------------------------------------------------------- | ------------------------------------------------------- | ------------------------------------------------------- |
| Père Vatout                                             | Prince Chimay                                           | Chaucer                                                 | St. Simon                                               |
| Père Vatout                                             | Prince Chimay                                           | Chaucer                                                 | Canterbury Pilgrim                                      |
| Père Vatout                                             | Prince Chimay                                           | Gallorette                                              | Gallinule                                               |
| Père Vatout                                             | Prince Chimay                                           | Gallorette                                              | Orlet                                                   |
| Père Vatout                                             | Vasthi                                                  | Sans Souci                                              | Le Roi Soleil                                           |
| Père Vatout                                             | Vasthi                                                  | Sans Souci                                              | Sanctimony                                              |
| Père Vatout                                             | Vasthi                                                  | Vaya                                                    | Beppo                                                   |
| Père Vatout                                             | Vasthi                                                  | Vaya                                                    | Waterhen                                                |
| Mère Plucky Liege                                       | Spearmint                                               | Carbine                                                 | Musket                                                  |
| Mère Plucky Liege                                       | Spearmint                                               | Carbine                                                 | Mersey                                                  |
| Mère Plucky Liege                                       | Spearmint                                               | Maid of the Mint                                        | Minting                                                 |
| Mère Plucky Liege                                       | Spearmint                                               | Maid of the Mint                                        | Warble                                                  |
| Mère Plucky Liege                                       | Concertina                                              | St. Simon                                               | Galopin                                                 |
| Mère Plucky Liege                                       | Concertina                                              | St. Simon                                               | St. Angela                                              |
| Mère Plucky Liege                                       | Concertina                                              | Comic Song                                              | Petrarch                                                |
| Mère Plucky Liege                                       | Concertina                                              | Comic Song                                              | Frivolity (famille 16-a)                                |